# منطقة البوكمال
منطقة البوكمال منطقة سورية إدارية تتبع محافظة دير الزور ومركزها مدينة البوكمال، بلغ تعداد سكان المنطقة 265,142 نسمة حسب التعداد السكاني لعام 2004.

## نواحي منطقة البوكمال
- ناحية مركز البوكمال
- ناحية الجلاء
- ناحية سوسة
- ناحية هجين